# NGC 2738
NGC 2738 ist eine Spiralgalaxie vom Hubble-Typ Sc im Sternbild Krebs auf der Ekliptik. Sie ist schätzungsweise 135 Millionen Lichtjahre von der Milchstraße entfernt.
Das Objekt wurde am 23. Februar 1863 von Heinrich d’Arrest entdeckt.